# Melissa (album)
Pour les articles homonymes, voir Melissa.
Albums de Mercyful Fate
Mercyful Fate
(1982) Don't Break the Oath
(1984)
Melissa est le premier album studio du groupe danois de heavy metal Mercyful Fate sorti en 1983. L'album fut réédité en 2005 par Roadrunner Records contenant plusieurs titres bonus ainsi qu'un DVD.

## Liste des titres
| No | Titre                          | Durée |
| -- | ------------------------------ | ----- |
| 1. | Evil                           | 4:45  |
| 2. | Curse of the Pharaohs          | 3:57  |
| 3. | Into the Coven                 | 5:11  |
| 4. | At the Sound of the Demon Bell | 5:23  |
| 5. | Black Funeral                  | 2:50  |
| 6. | Satan's Fall                   | 11:23 |
| 7. | Melissa                        | 6:40  |

| 8.  | Black Masses                                | 4:31  |
| 9.  | Curse of the Pharoahs (BBC Radio 1 Session) | 3:52  |
| 10. | Evil (BBC Radio 1 Session)                  | 4:02  |
| 11. | Satan's Fall (BBC Radio 1 Session)          | 10:29 |
| 12. | Curse of the Pharaohs (démo)                | 4:26  |
| 13. | Black Funeral (démo)                        | 2:54  |

| 1. | Doomed By the Living Dead |  |
| 2. | Black Funeral             |  |
| 3. | Curse of the Pharaohs     |  |

## Composition du groupe
- King Diamond - chants
- Hank Shermann - guitare
- Michael Denner - guitare
- Timi Grabber Hansen - basse
- Kim Ruzz - batterie